# Nooit Opgeven Altijd Doorzetten Aangenaam Door Vermaak En Nuttig Door Ontspanning Combinatie Breda 2017-2018
Questa voce raccoglie le informazioni riguardanti il NAC Breda nelle competizioni ufficiali della stagione 2017-2018.

## Rosa
Aggiornata al 6 marzo 2018.
| N. |                        | Ruolo | Calciatore         |
| -- | ---------------------- | ----- | ------------------ |
| 2  | Italia (bandiera)      | D     | Ivan Rizzato       |
| 3  | Paesi Bassi (bandiera) | D     | Menno Koch         |
| 4  | Belgio (bandiera)      | D     | Chiró N'Toko       |
| 5  | Estonia (bandiera)     | C     | Karol Mets         |
| 6  | Belgio (bandiera)      | C     | Arno Verschueren   |
| 7  | Paesi Bassi (bandiera) | A     | Giovanni Korte     |
| 8  | Paesi Bassi (bandiera) | C     | Mounir El Allouchi |
| 9  | Francia (bandiera)     | A     | Thierry Ambrose    |
| 10 | Paesi Bassi (bandiera) | C     | Rai Vloet          |
| 11 | Spagna (bandiera)      | C     | Paolo Fernandes    |
| 12 | Australia (bandiera)   | P     | Mark Birighitti    |
| 14 | Belgio (bandiera)      | C     | Olivier Rommens    |
| 16 | Belgio (bandiera)      | C     | Robbie Haemhouts   |
| 17 | Paesi Bassi (bandiera) | C     | Bodi Brusselers    |
| 18 | Paesi Bassi (bandiera) | D     | Bart Meijers       |

| N. |                        | Ruolo | Calciatore         |
| -- | ---------------------- | ----- | ------------------ |
| 19 | Spagna (bandiera)      | C     | Manu García        |
| 20 | Ghana (bandiera)       | A     | Thomas Agyepong    |
| 22 | Spagna (bandiera)      | D     | Pablo Marí         |
| 23 | Paesi Bassi (bandiera) | P     | Nigel Bertrams     |
| 24 | Belgio (bandiera)      | C     | Lucas Schoofs      |
| 26 | Polonia (bandiera)     | P     | Karol Niemczycki   |
| 27 | Paesi Bassi (bandiera) | A     | Mitchell te Vrede  |
| 28 | Paesi Bassi (bandiera) | C     | Diego Snepvangers  |
| 30 | Paesi Bassi (bandiera) | C     | Gianluca Nijholt   |
| 31 | Paesi Bassi (bandiera) | C     | Feyo Glim          |
| 32 | Paesi Bassi (bandiera) | D     | Bradley Vliet      |
| 35 | Inghilterra (bandiera) | D     | James Horsfield    |
| 45 | Haiti (bandiera)       | A     | Richelor Sprangers |
| 69 | Spagna (bandiera)      | D     | Angeliño           |
| 97 | Nigeria (bandiera)     | A     | Sadiq Umar         |